# Equipe romena na Copa Billie Jean King
A equipe romena na Copa Billie Jean King representa a Romênia na Copa Billie Jean King, principal competição de tênis feminina por equipes do mundo. É administrada pela Romanian Tennis Federation.

## História
A Romênia competiu pela primeira vez em 1973. Seus melhores resultados foram as semifinais 1973 e 2019.

## Última escalação
Para o qualificatório de 2023, em abril:
- Elena Bogdan
- Jaqueline Cristian
- Irina Bara
- Anca Todoni
- Monica Niculescu